# كارلوس أباريسيو
كارلوس أباريسيو (بالإسبانية: Carlos Aparicio)‏ هو لاعب كرة قدم سلفادوري في مركز الهجوم، ولد في 7 أغسطس 1985 في سان سلفادور في السلفادور. شارك مع منتخب السلفادور تحت 21 سنة لكرة القدم ‏. أما مع النوادي، فقد لعب مع نادي سانتانيكوس أسوشيتد.